# Apalachicola Regional Airport

i7
i11
i13
Der Apalachicola Regional Airport (IATA-Code: AAF, ICAO-Code: KAAF) ist ein öffentlicher Flughafen, etwa vier Kilometer westlich des Zentrums von Apalachicola in Franklin County, Florida, USA gelegen.

## Einrichtungen
Der Flughafen umfasst ein Gebiet von 4,4 km2 und hat drei Start- und Landebahnen:
- Runway 06/24: 1 607 x 46 m, Oberfläche: Beton
- Runway 13/31: 1 654 x 46 m, Oberfläche: Beton
- Runway 18/36: 1 601 x 46 m, Oberfläche: Beton